# جیم پیبلس
فیلیپ جیمز ادوین «جیم» پیبلس (انگلیسی: Philip James "Jim" Edwin Peebles; متولد ۲۵ آوریل ۱۹۳۵) یک فیزیکدان نظری و کیهان‌شناس آمریکایی-کانادایی است. او اکنون استاد بازنشسته علوم پایه در دانشگاه پرینستون است. او به عنوان یکی از کیهان شناسان نظری پیشرو در جهان از سال ۱۹۷۰ محسوب می‌شود. پیبلس سهم بزرگی در زمینه‌هایی مانند هسته‌زایی، ماده تاریک، تابش زمینه کیهانی و تشکیل ساختار داشته‌است. او همچنان نویسنده سه کتاب درسی استاندار و معتبر فیزیک کیهان‌شناسی، ۱۹۷۱(به انگلیسی:Physical Cosmology)؛ ساختار مقیاس بزرگ از جهان، ۱۹۸۰(به انگلیسی:Large Scale Structure of the Universe)؛ اصول فیزیک کیهان‌شناسی، ۱۹۹۳(به انگلیسی:Principles of Physical Cosmology) می‌باشد.
در سال ۲۰۱۹ بخاطر کشف‌های نظری در کیهان‌شناسی فیزیکی (physical cosmology) موفق به دریافت نیمی از جایزه نوبل فیزیک گردید.